# Ken Boden
Pour les articles homonymes, voir Boden (homonymie).
Ken Boden (né le 5 juillet 1950 à Thrybergh en Angleterre) est un joueur de football international australien d'origine anglaise, qui évoluait au poste d'attaquant.

## Biographie

### Carrière en club
Ken Boden joue en Angleterre et en Australie.

### Carrière en sélection
Ken Boden reçoit 13 sélections en équipe d'Australie entre 1979 et 1981, inscrivant deux buts.

## Palmarès
Newcastle KB United
- Championnat d'Australie :
  - Meilleur buteur : 1978 (14 buts).